# انسفالیت اسبی شرقی

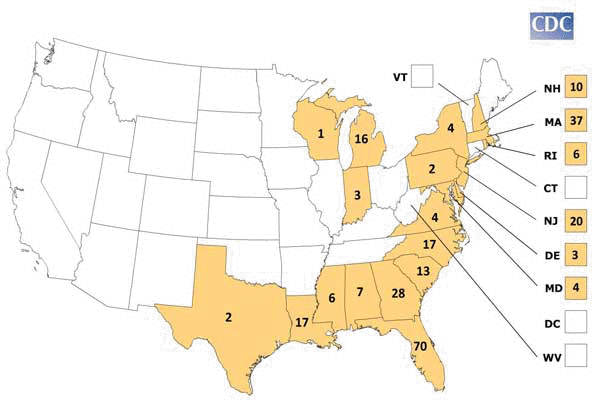
نقشه بروز-بیماری برای موارد انسانی انسفالیت اسبی شرقی در ایالات متحده آمریکا مابین ۱۹۶۴ تا ۲۰۱۰

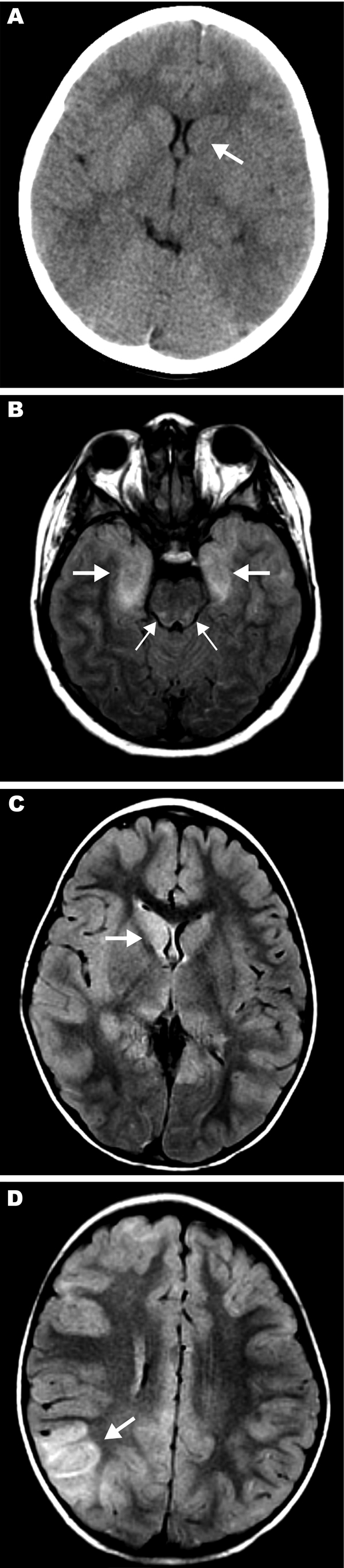
تصویربرداری پرتو مغناطیسی و تصاویر سی‌تی اسکن که ضایعات مغزی سه کودک مبتلا به انسفالیت اسب شرقی را نشان می‌دهد: (الف) نتایج سی‌تی اسکن بدون کنتراست مغز بیمار ۱۲ ساله در روز دوم بستری. عکس‌ها افت ضعیف سیگنال در هسته دم‌دار چپ (پیکان سفید) و ناحیه دی‌انسفال را نشان می‌دهد. (ب) تصویر محوری بازیابی وارونگی تضعیف شده مایع در ام‌آرآی مغز بیمار ۱۴ ساله در روز دوم بستری. تصویر، مناطق T2 غیرطبیعی سفیدتر در نواحی میانی لوب گیجگاهی (فلش‌های ضخیم) را به همراه مناطق غیرطبیعی T2 در نواحی پونتومزانسفالیک پشتی (فلش‌های نازک) نشان می‌دهد. (پ و ت) تصاویر FLAIR از اسکن ام‌آرآی مغز بیمار ۱۵ ساله در روز سوم بستری: (پ) تصویر T2 غیرطبیعی چگال‌تر هسته دم‌دار و هسته‌های تالاموس که در سمت راست مشخص‌تر است (پیکان). (ت) نواحی T2 غیرطبیعی چگال‌تر در ماده خاکستری لُب آهیانه‌ای-گیجگاهی راست مشخص‌تر است (پیکان) و ماده سفید زیر قشری، اما به صورت پراکنده نیز در سراسر مغز دیده می‌شوند.

اِنسفالیت اسبی شرقی (انگلیسی: Eastern equine encephalitis) یا به اختصار EEE که به آن ۳ ئی یا بیماری خواب هم می‌گویند (با بیماری خواب آفریقایی یا همان تریپانوزومیاز آفریقایی اشتباه نشود) یک بیماری زئونوز ویروسی است که توسط نیش پشهٔ کولیستا ملانورا ایجاد می‌شود. عامل این بیماری، آلفاویروس‌ها (توگاویروس) است که نخستین بار در سال ۱۹۳۳ جداسازی شد. این بیماری بیشتر در حوزهٔ کارائیب و همچنین در شرق، شمال شرقی، جنوب شرقی ایالات متحده آمریکا دیده می‌شود. این بیماری نخستین بار در سال ۱۸۳۱ در ماساچوست و زمانی که ۷۵ اسب به‌طور مرموزی تلف شدند، شناسایی شد. در اسب‌سانان، این بیماری علاوه بر اسب در الاغ و گورخر هم دیده شده و به‌ندرت انسان را هم گرفتار می‌کند. این ویروس بیشتر روی پرندگانی که در باتلاق‌های قاره آمریکا زندگی می‌کنند تاثیر می‌گذارد. با توجه به نادر بودن این بیماری، بروز آن می‌تواند اثرات اقتصادی فراتر از تلف شدن چند اسب و طیور داشته باشد. در شرق آمریکا، میزان بروز بیماری در اسب‌سانان در حدود ۶۰–۲۰۰ مورد در سال است. تشخیص اِنسفالیت اسبی چالش‌برانگیز و دشوار است، زیرا بسیاری از علائم آن شبیه سایر بیماری‌های ویروسی است و بیماران ممکن است کاملاً بدون علامت باشند. تأیید بیماری ممکن است نیاز به جمع‌آوری و آزمایش مایع مغزی-نخاعی یا بافت مغز داشته باشد. اگرچه از سی‌تی اسکن و ام‌آرآی هم برای تشخیص آنسفالیت استفاده می‌شود. اگر نمونه‌برداری از مایع مغزی-نخاعی انجام شود، باید آن را جهت بررسی به آزمایشگاه‌های تخصصی فرستاد.
اِنسفالیت اسبی شرقی ارتباط نزدیکی به اِنسفالیت اسبی ونزولایی و اِنسفالیت اسبی غربی دارد.
انسفالیت اسبی شرقی یک بیماری بسیار نادر است. اما می‌تواند بسیار کشنده باشد. احتمال مرگ این بیماری، یک نفر از هر سه نفر مبتلا است. این بیماری از انسان به انسان منتقل نمی‌شود. فصل همه‌گیری این بیماری عمدتا اواخر تابستان تا اوایل پاییز است. در ایالات متحده این بیماری بیشتر در بخش‌های شمال شرقی و بسیار کمتر در دیگر نقاط قاره آمریکا دیده می‌شود.

## علائم و نشانه‌ها
دوره نهفتگی ویروس انسفالیت اسبی شرقی بین ۴ تا ۱۰ روز است. این بیماری بسته به سن فرد، ممکن است به صورت گسترده در بدن (سیستمیک) یا محدود به مغز (اِنسفالیت) پیشرفت کند. گونه مغزی بیماری شامل التهاب مغز است و ممکن است بدون علامت باشد. درحالیکه بیماری سیستمیک آن بسیار ناگهانی رخ می‌دهد. افراد مبتلا به بیماری سیستمیک معمولاً بین ۱ تا ۲ هفته بهبود می‌یابند. در حالی که بیماری مغزی (اِنسفالیت) در میان نوزادان شایع‌تر است، در بزرگسالان و کودکان اما اِنسفالیت معمولاً پس از بیماری سیستمیک آن ظاهر می‌شود. علائم بیماری شامل تب بالا (۳۹/۵ تا ۴۱ درجه)، درد عضلانی، تغییر سطح هوشیاری، سردرد، تحریک پرده‌های مغز، نورهراسی و تشنج است که ۳ تا ۱۰ روز پس از نیش پشهٔ آلوده رخ می‌دهد. دوره این بیماری بین یک تا دو هفته است. به دلیل تأثیر این ویروس بر مغز، بیمارانی که زنده می‌مانند، ممکن است با آسیب‌های روحی و جسمی مانند اختلالات شخصیتی، فلج، صرع و اختلالات ذهنی-هوشی مواجه شوند.

## پیشگیری
این بیماری را می‌توان در اسب‌ها با استفاده از واکسنی که معمولاً همراه با واکسیناسیون سایر بیماری‌ها از جمله ویروس انسفالیت اسبی غربی، ویروس انسفالیت اسبی ونزوئلایی و کزاز تجویز می‌شود، پیشگیری کرد. بیشتر واکسیناسیون‌های انسفالیت اسبی شرقی از ویروس کشته‌شده تهیه شده است. برای انسان، هیچ واکسنی برای پیشگیری از این بیماری در دسترس نیست. روش‌های پیشگیری بیماری شامل کاهش خطر مواجهه است. استفاده از دفع‌کننده‌های حشرات، پوشیدن لباس‌های ضخیم و محافظ و کاهش میزان آب‌های راکد بهترین وسیله برای پیشگیری هستند.

## درمان
هیچ درمان اختصاصی و قطعی برای انسفالیت اسبی شرقی پیدا نشده است. مدیریت درمان شامل تجویز کورتیکواستروئیدها، داروی‌های ضد تشنج و اقدامات حمایتی (درمان علائم) مانند تزریق مایعات داخل وریدی، لوله‌گذاری در نای، و داروهای تب‌بر است. تنها ۴٪ از انسان‌هایی که بیماری را می‌گیرند؛ علامت‌دار می‌شوند و حدود ۶ مورد در سال در ایالات متحده آمریکا گزارش می‌شود. یک سوم از مبتلایان می‌میرند و بسیاری از کسانی که بهبود می‌یابند، دچار آسیب دائمی مغز و عوارض ناشی از آن می‌شوند.

## همه‌گیرشناسی

### ایالات متحده آمریکا
فعالیت ویروس در چندین ایالت در شمال شرقی آمریکا از سال ۲۰۰۴ افزایش یافته است. بین سال‌های ۲۰۰۴ و ۲۰۰۶، حداقل ده مورد انسانی انسفالیت اسبی شرقی در ماساچوست گزارش شده است. در سال ۲۰۰۶ حدود ۵۰۰٬۰۰۰ هکتار (۲٬۰۰۰ کیلومتر مربع) از اراضی جنوب شرقی ماساچوست با حشره‌کش سم‌پاشی شدند تا خطر ابتلای انسان به این بیماری را کاهش دهد. چندین مورد انسانی نیز در نیوهمپشر گزارش شده است.
در ۱۹ ژوئیه ۲۰۱۲ این ویروس در پشه‌ای از گونه کوکیاپیدیا پرتوربانس در پارک ایالتی نیکرسون در دماغه کاد ماساچوست شناسایی شد. در ۲۸ ژوئیه ۲۰۱۲ این ویروس در پشه‌هایی در پیتزفیلد، ماساچوست یافت شد.
از سپتامبر ۲۰۱۹ افزایش قابل توجهی در تعداد مبتلایان در نیو انگلند و میشیگان دیده شد. این موضوع برخی از مراکز بهداشتی را بر آن داشت تا همه‌گیری منطقه‌ای اعلام کنند. تا ۳۱ اکتبر ۲۰۱۹ پنج نفر در میشیگان سه نفر در کنِتیکت، یک نفر در رود آیلند، یک نفر در آلاباما، یک نفر در ایندیانا، و سه نفر در ماساچوست جان باختند. این ویروس در بز، بوقلمون، گوزن و اسب نیز یافت شده است.
در ۹ سپتامبر ۲۰۲۰، ۵ مورد انسانی تأییدشده بین ماساچوست و ویسکانسین گزارش شد. تا ۹ اکتبر ۲۰۲۰ یک نفر در میشیگان جان باخت و یک نفر در ویسکانسین درگذشت.
در سال ۲۰۲۴ مردی در نیوهمپشر بر اثر این ویروس درگذشت. در اواخر اوت ۲۰۲۴ در پلیموث، ماساچوست به دلیل یافتن موارد جدید پارک‌های شهر را هنگام غروب می‌بستند.

### اروپا
در اکتبر ۲۰۰۷ یک شهروند بریتانیایی اهل لیوینگستون، اسکاتلند نخستین قربانی اروپایی این بیماری شد. این مرد که در تابستان سال ۲۰۰۷ در تعطیلات خود برای ماهیگیری به نیوهمپشر آمریکا رفته بود در ۱۳ سپتامبر ۲۰۰۷ مشخص شد که مبتلا به انسفالیت اسبی شرقی شده است. او در ۳۱ اوت ۲۰۰۷ تنها یک روز پس از بازگشت به خانه به این بیماری مبتلا شد و کمی بعد به کما رفت. وی گرچه بعدها از کما خارج شد اما عوارض شدید و ماندگار مغزی پیدا کرد.

## سلاح بیولوژیک
ویروس انسفالیت اسبی شرقی یکی از ده‌ها عامل میکروبی بود که ایالات متحده پیش از تعلیق برنامه سلاح‌های بیولوژیکی خود در سال ۱۹۶۹ - چند سال قبل از امضا (۱۹۷۲) و سپس تصویب (۱۹۷۵) کنوانسیون سلاح‌های بیولوژیکی - به عنوان سلاح‌های بیولوژیکی بالقوه مورد بررسی و تحقیق قرار داد.

## بیشتر بخوانید
- "Eastern Equine Encephalitis". Centers for Disease Control and Prevention (CDC). 2018-12-17.
- Source for a portion of this information:  Evans, J.W.; Borton, A.; Hintz, H.F.; Van Vleck, L.D. (1977). The Horse. W.H. Freeman. ISBN 978-0716704911.
- "Togaviridae". Virus Pathogen Database and Analysis Resource (ViPR).